# جان-بابتيست رايموند
جان-بابتيست رايموند هو شخصية أعمال وسياسي كندي، ولد في 6 ديسمبر 1757 في Saint-Roch-des-Aulnaies ‏ في كندا، وتوفي في 19 مارس 1825 في لا بريري في كندا. نشط حزبياً في Parti canadien ‏. وقد انتخب Member of the  Legislative Assembly of Lower Canada ‏.